# Yamata no Orochi

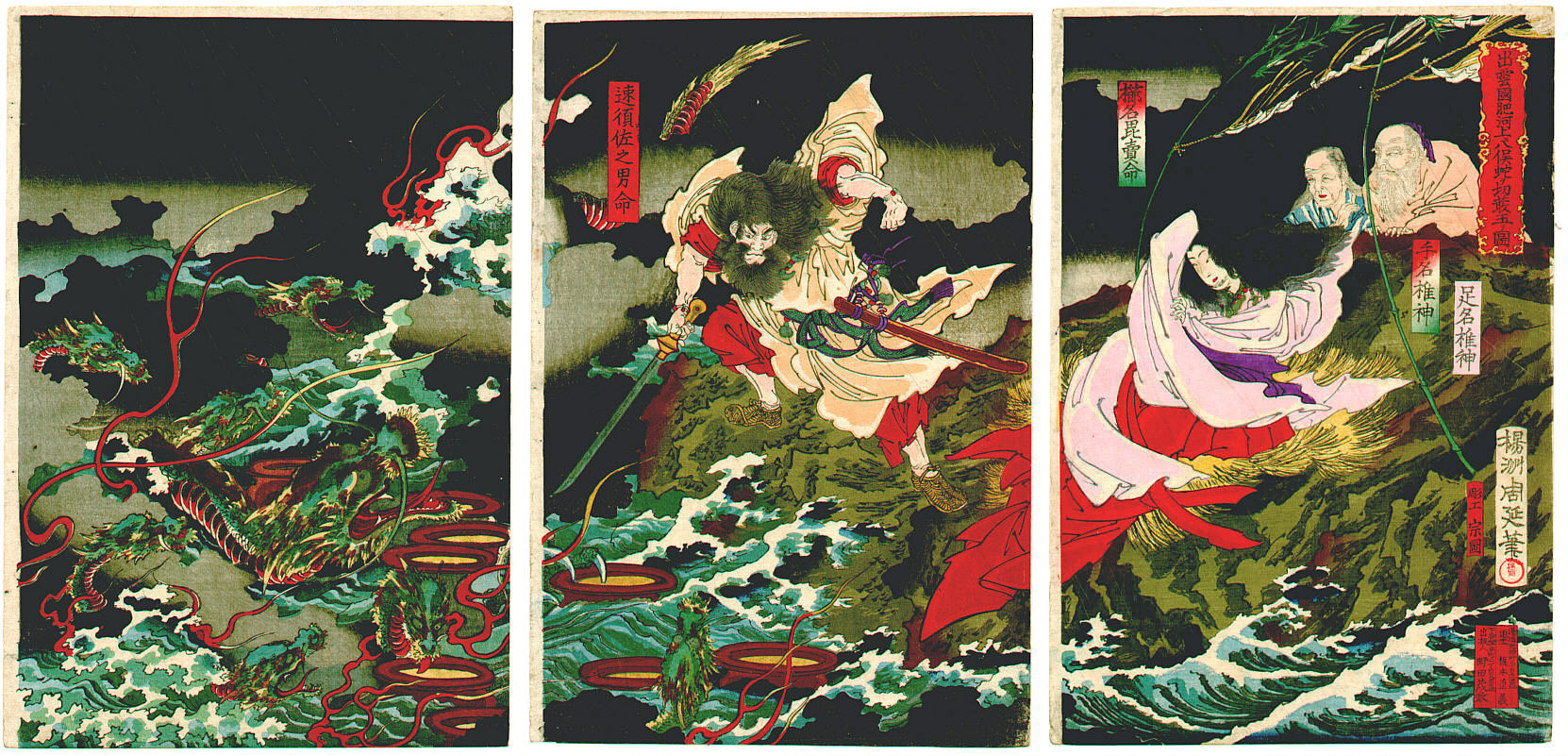
Susanoo matando Yamata no Orochi, xilogravura de Toyohara Chikanobu

Yamata no Orochi (八岐の大蛇 em japonês) é uma criatura da mitologia japonesa. Possuía oito cabeças, oito caudas e olhos vermelhos. Tinha musgo e árvores em suas costas. Era tão grande que ocupava oito vales e oito picos. Anualmente, Orochi exigia o sacrifício de oito virgens. Um dia, uma das oito virgens exigidas era a amada de Susanoo, que revoltado com isso matou o temível dragão.

## Mito

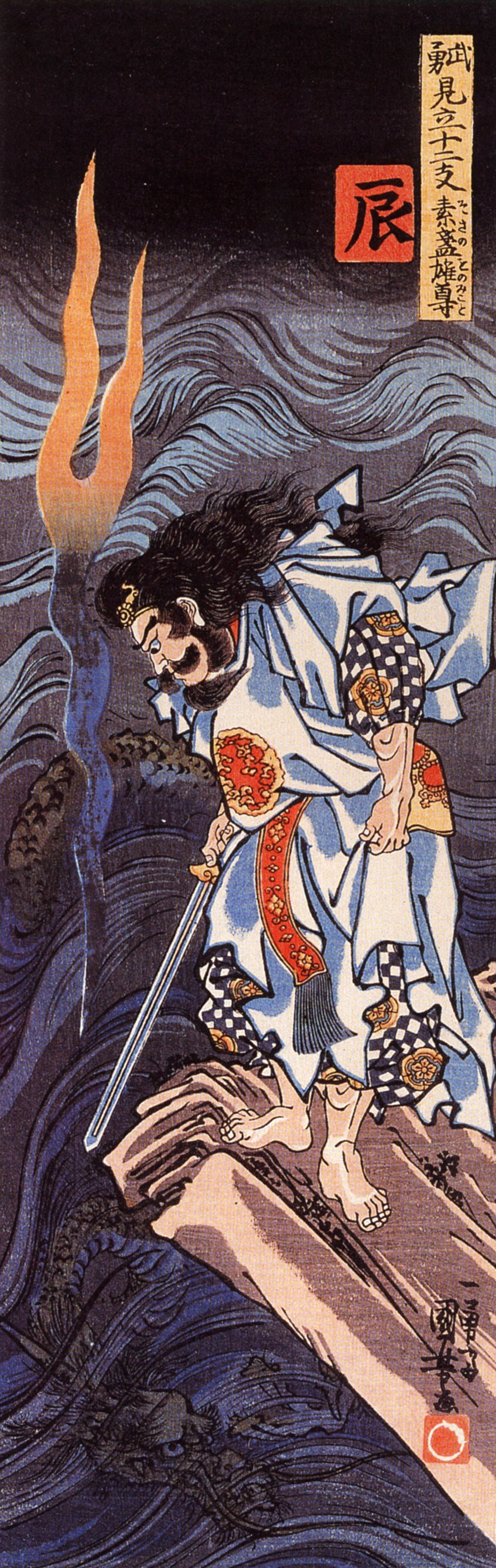
Susanoo-no-Mikoto assistindo um dragão debaixo da água, que provavelmente é o próprio Yamata no Orochi.

Há milhares de anos, no Japão, acreditava-se que os deuses, feras e humanos conviviam na mesma terra. Os humanos ofereciam sacrifícios aos deuses em gratidão aos poderes sobrenaturais que os mesmos usavam para ajudá-los e as feras e monstros não interferiam muito com os humanos. No entanto, este equilíbrio era prejudicado quando Izanagi, o primeiro rei dos deuses (equivalente a Urano, na mitologia grega) entrava em guerra contra sua mulher, Izanami (equivalente à Gaia ou Terra, na mitologia grega), pelos seus filhos. A guerra criava, consequentemente, seres malignos — os Oni (ogros) — como soldados, assim como dragões, que cresciam das plantas que bebiam o sangue dos deuses. Obviamente, nem todas essas novas feras eram más, mas o mal espreitava o coração dos deuses durante a guerra (sendo expostos às emanações do inferno), então, os dragões que nasceram deste sangue tornaram-se maus. Yamata no Orochi, ou "Grande Serpente (Dragão) de Oito Cabeças" foi uma destas criaturas divinas.
A terra de Izumo foi então agraciada com a presença da bela princesa conhecida como Kushinada. Orochi amaldiçoou Izumo com a sua presença pouco tempo depois que Kushinada completou 16 anos e ordenou que fosse feito o sacrifício de oito donzelas, a cada lua cheia, para satisfazer a sua fome. Se falhassem em cumprir o sacrifício, Orochi ameaçava destruir a terra. Os anos passavam, enquanto as donzelas sumiam dos campos; até que só restou a princesa Kushinada a ser sacrificada para que o povo de Izumo fosse poupado. O deus Susanoo no Mikoto apareceu por aquelas terras nessa época. Foi amor à primeira vista quando ele viu Kushinada, aos prantos em sua janela. Ele prometeu ao rei que daria um fim ao Orochi com a condição de que pudesse tomar a mão da bela princesa em casamento.
Na noite do sacrifício, foram oferecidas a Orochi oito jarras de saquê. O servo que as trouxe disse a Orochi que ele deveria entreter-se com o álcool primeiro e então aproveitar a sua tão esperada refeição. Orochi concordou e mergulhou as oito cabeças nas jarras. Não demorou muito até que se ouvisse a grande serpente roncando em sua bebedeira. Foi então que o servo mostrou sua verdadeira identidade, o deus do mar e das tormentas Susanoo no Mikoto. Com sua espada, ele cortou cada cabeça do Orochi. De seu ventre caiu o sagrado orbe da vida, o Magatama, e da última cabeça cortada rolou uma lágrima que se tornou o "Espelho". Susanoo deu como presente à sua irmã Amaterasu a "Mata-Dragão", a espada Kusanagi (ou ainda, Ame-no Murakumo). Deixou em Izumo o orbe Magatama e o "Espelho", que foi dado à princesa Yata, irmã mais nova da Kushinada.
Estes três objetos são hoje conhecidos como "Três Tesouros Sagrados do Japão" e diz-se serem preservados no Palácio Imperial de Tóquio.

## Na cultura popular
No anime Naruto, Yamata no Orochi é um jutsu utilizado por Orochimaru, onde invoca uma serpente de oito cabeças.
No anime One Piece, Yamata no Orochi é o nome do golpe de uma das irmãs Hebi Hebi em "One Piece"; o cabelo de SanderSonia assume a forma de serpentes. Também no mesmo anime, o personagem Kurozumi Orochi possui os poderes da Akuma no Mi Hebi Hebi no Mi, Modelo: Yamata no Orochi.
Os "pokémons" da linha evolutiva "Deino", "Zweilous" e "Hydreigon" possuem várias cabeças, sendo baseados em Yamata no Orochi. No anime de Yu-Gi-Oh existe uma carta chamada "Yamata Dragon". No anime e jogos de Digimon, foi criado "Orochimon", também baseado em Yamata no Orochi.
Na franquia "Godzilla", especificamente no filme "Godzilla II: Rei dos Monstros", é mencionado Yamata no Orochi como um dos 17 titãs que existem na terra.
Na franquia de videogames de luta The King of Fighters, em sua primeira saga (de 1994 a 1997), é feita uma releitura do mito de Yamata no Orochi com influências do Apocalipse cristão - O espírito da criatura mantém influência no plano terreno através de pactos com indivíduos/clãs praticantes de artes marciais e planeja seu retorno em um hospedeiro após a reunião das três relíquias para varrer a humanidade da face da Terra. Os guardiões das relíquias são:
- Kyo Kusanagi (espada), cuja namorada, Yuki, é a reencarnação da Princesa Kushinada, perseguida para sacrifício;
- Iori Yagami (orbe), arquirrival de Kyo, descendente de uma família que traiu o pacto de guarda das relíquias e se aliou a Orochi em troca de poder;
- Chizuru Kagura (espelho), descendente direta longínqua da Princesa Yata.